# Folklore (16 Horsepower-album)
A Folklore a 16 Horsepower amerikai alternatív country-együttes negyedik és egyben utolsó stúdióalbuma, amely 2002-ben jelent meg a Jetset Records kiadásában.
Ahogy azt az album címe is sugallja, a kiadvány legtöbb dala a hagyományos népzenéből merítkezik. Az album mindössze négy dala (Hutterite Mile, Blessed Persistence, Beyond the Pale és Flutter) saját szerzemény.

## Dallista
Az összes dal szerzője a 16 Horsepower és David Eugene Edwards, kivéve ahol más van jelölve. 
|     | Cím                                | Hossz |
| --- | ---------------------------------- | ----- |
| 1.  | Hutterite Mile                     | 4:04  |
| 2.  | Outlaw Song (Traditional)          | 4:29  |
| 3.  | Blessed Persistence                | 4:06  |
| 4.  | Alone and Forsaken (Hank Williams) | 2:49  |
| 5.  | Single Girl (The Carter Family)    | 2:35  |
| 6.  | Beyond the Pale                    | 3:45  |
| 7.  | Horse Head Fiddle (Traditional)    | 4:50  |
| 8.  | Sinnerman (Traditional)            | 4:15  |
| 9.  | Flutter                            | 4:04  |
| 10. | La Robe a Parasol (Traditional)    | 2:14  |